# Селиванова, Мария Сергеевна
Мари́я Серге́евна Селива́нова (1909, Московская губерния — 3 сентября 1993, Горки-2, Московская область) — доярка подсобного хозяйства «Горки-II» Звенигородского района Московской области. Герой Социалистического Труда (1953).

## Биография
Мария Селиванова родилась в 1909 году на территории современной Московской области. По национальности русская. Получив начальное образование, трудилась в сельском хозяйстве.
В 1937 году начала работать дояркой в старейшем совхозе Подмосковья Горький-II «Горки-II» Звенигородского (ныне — Одинцовского) района Московской области. С середины 1930-х годов в совхозе успешно развивалось молочное животноводство и племенное птицеводство. 20 февраля 1940 года коллектив совхоза был награждён орденом Ленина за выдающиеся успехи.
В начале Великой Отечественной войны с приближением линии фронта М. С. Селиванова в числе других работников совхоза была эвакуирована в Саратовскую область, туда же убыл и костяк скота. В 1943 году совхозное стадо крупного рогатого скота было возвращено на прежнее место, и Мария продолжила работать дояркой. Как и 14 других основных доярок, мастеров, бригадиров и животноводов, она три года посещала курсы зоотехнической подготовки в совхозе, проводимые раз в неделю в совхозном зоотехническом кабинете после рабочего дня.
В 1948 году на животноводческой ферме была введена двухсменная организация труда, где за парой доярок Марией Сергеевной Селивановой и Прасковьей Васильевной Клевчук было закреплено 20 чёрно-пестрых коров. В 1952 году доярки получили по 6 614 кг молока от каждой из 17 коров своей группы при средней жирности молока 233 кг на корову за год.
Указом Президиума Верховного Совета СССР от 19 декабря 1953 года доярке Марии Сергеевне Селивановой было присвоено звание Героя Социалистического Труда с вручением ордена Ленина и золотой медали «Серп и Молот» за достижение высоких показателей в животноводстве. Этим же указом 14 животноводам совхоза «Горки-II» было присвоено это же высокое звание, в том числе директору совхоза «Горький-II» Сергею Гавриловичу Семёнову и сменщице Марии Прасковье Васильевне Клевечук.
В последующие годы продолжала демонстрировать высокие надои молока.
С 1968 года являлась персональным пенсионером союзного значения. Проживала в посёлке Горки-2. Скончалась 3 сентября 1993 года.

## Награды
- Герой Социалистического Труда — указом Президиума Верховного Совета СССР от 19 декабря 1953 года;
- Орден Ленина, медаль «Серп и Молот» (19 декабря 1953).